# 8225 Emerson
8225 Emerson este un asteroid din centura principală de asteroizi.

## Descriere
8225 Emerson este un asteroid din centura principală de asteroizi. A fost descoperit pe 16 august 1996 la Portimao de Durman, C. F., Ewen-Smith, B. M.. El prezintă o orbită caracterizată de o semiaxă mare de 2,98 ua, o excentricitate de 0,24 și o înclinație de 1,6° în raport cu ecliptica.